# کلئوم (سرده)
*با کَبَر (علف مار Capparis spinosa) اشتباه نشود.
کلئوم (نام علمی: Cleome) نام یک سرده از خانواده Cleomaceae و راسته کلم‌سانان است. این سرده قبلاً در خانواده کبریان قرار می گرفت تا اینکه در مطالعات DNA مشخص شد که  بیشتر از کبریان به شب بویان مرتبط است و اکنون در یک خانواده جداگانه به نام Cleomaceae متمایز شده است.

## نگارخانه

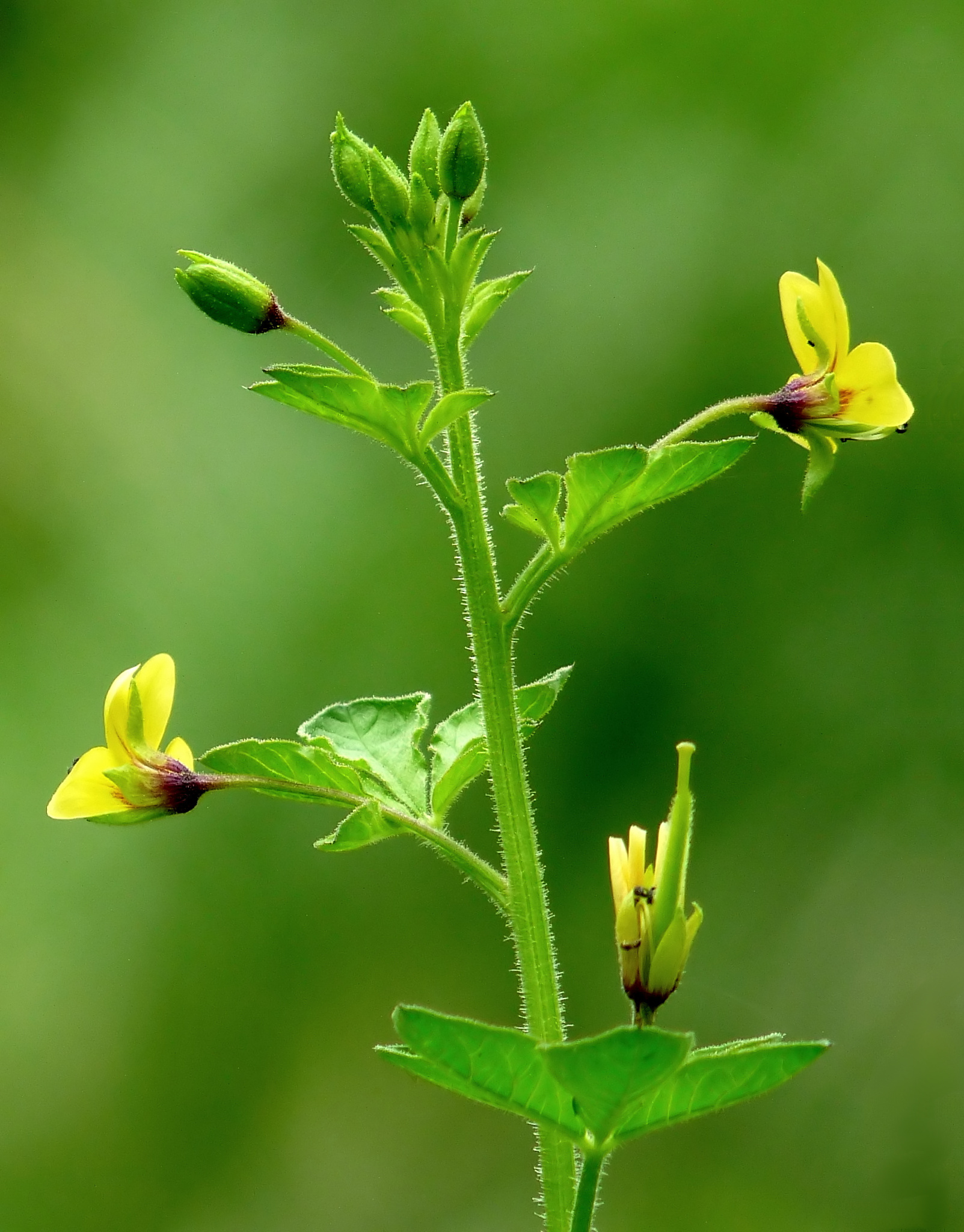
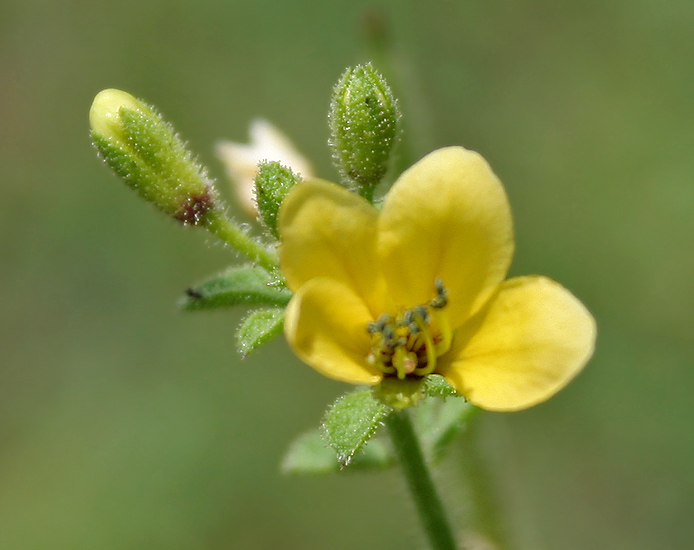
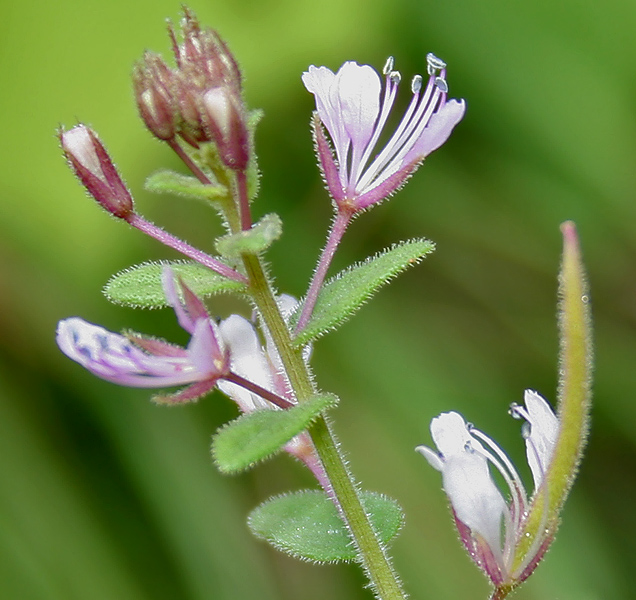
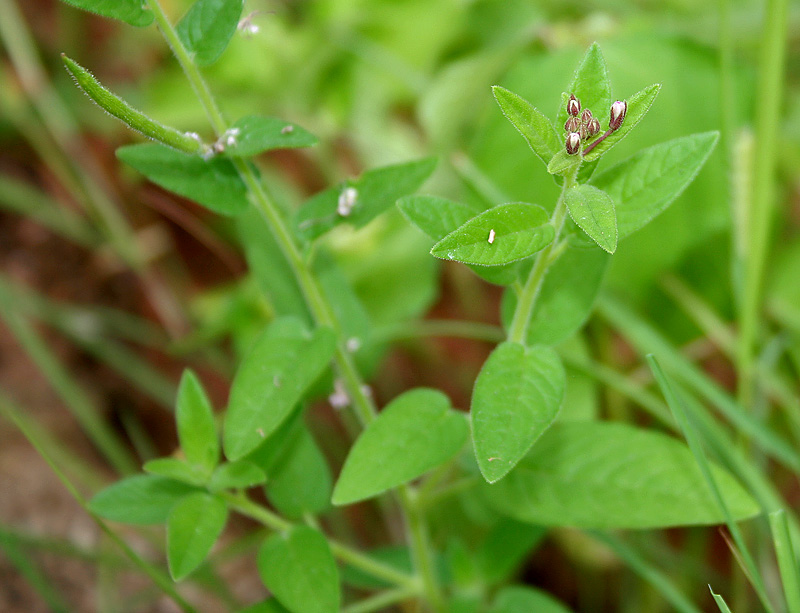
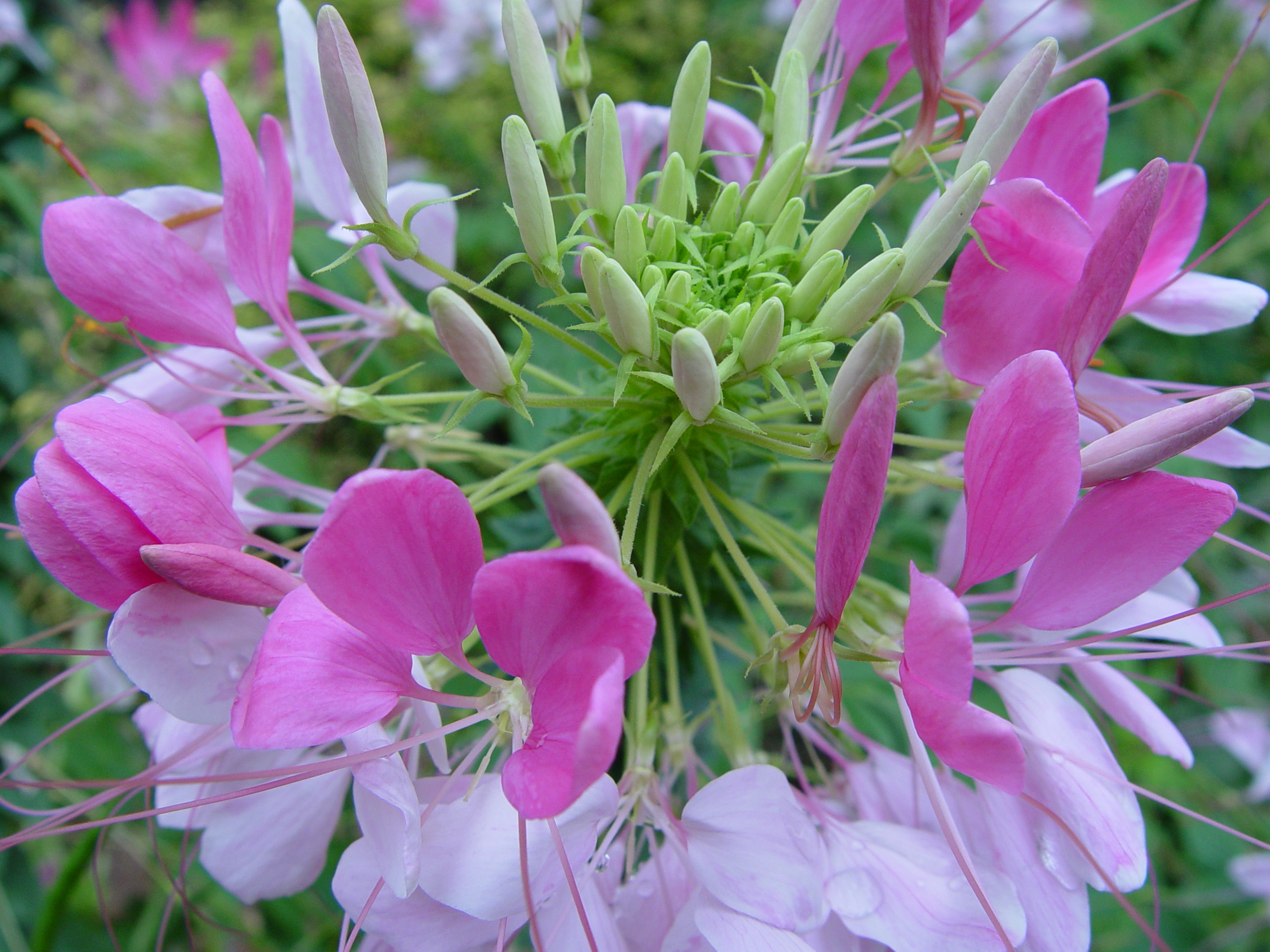
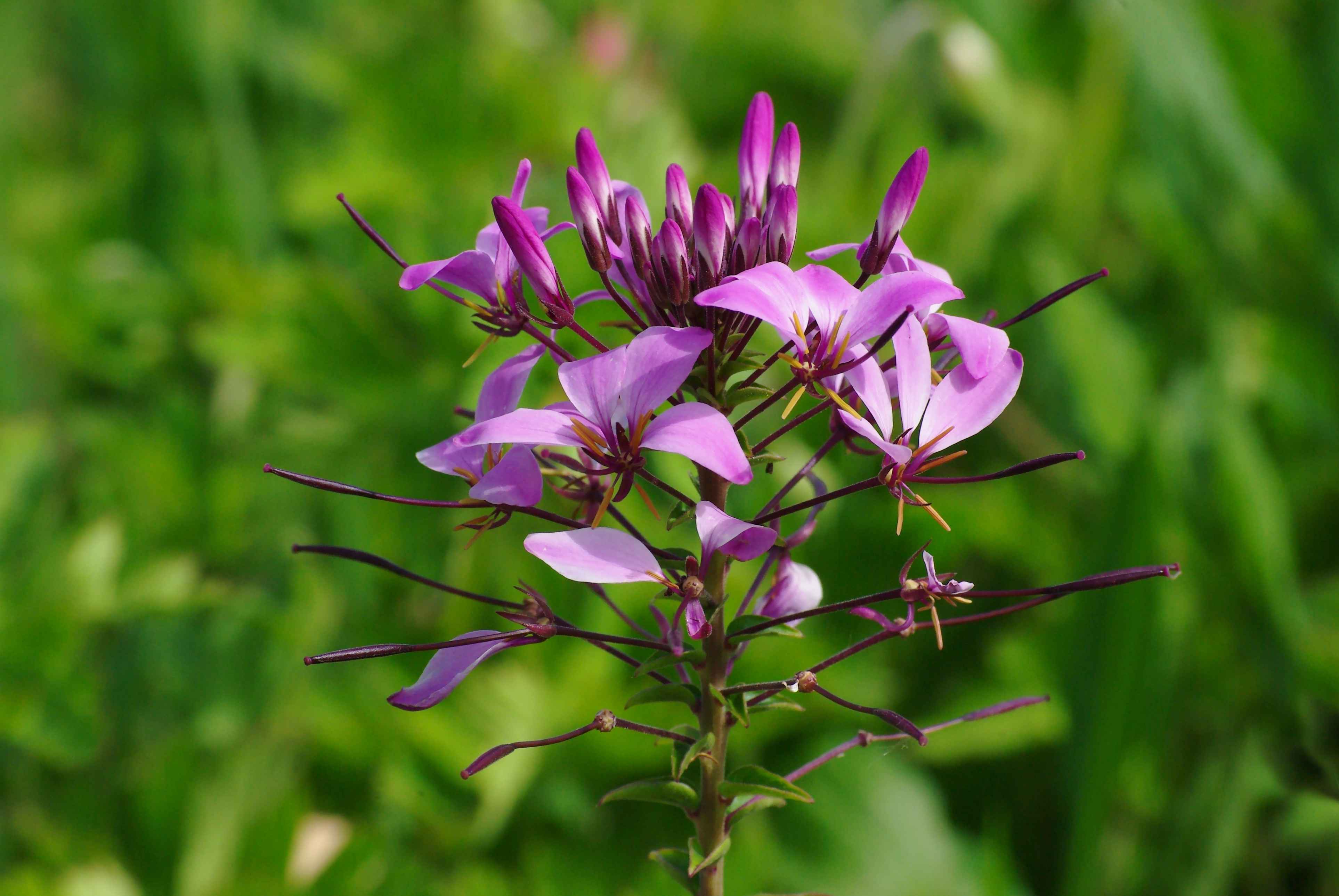
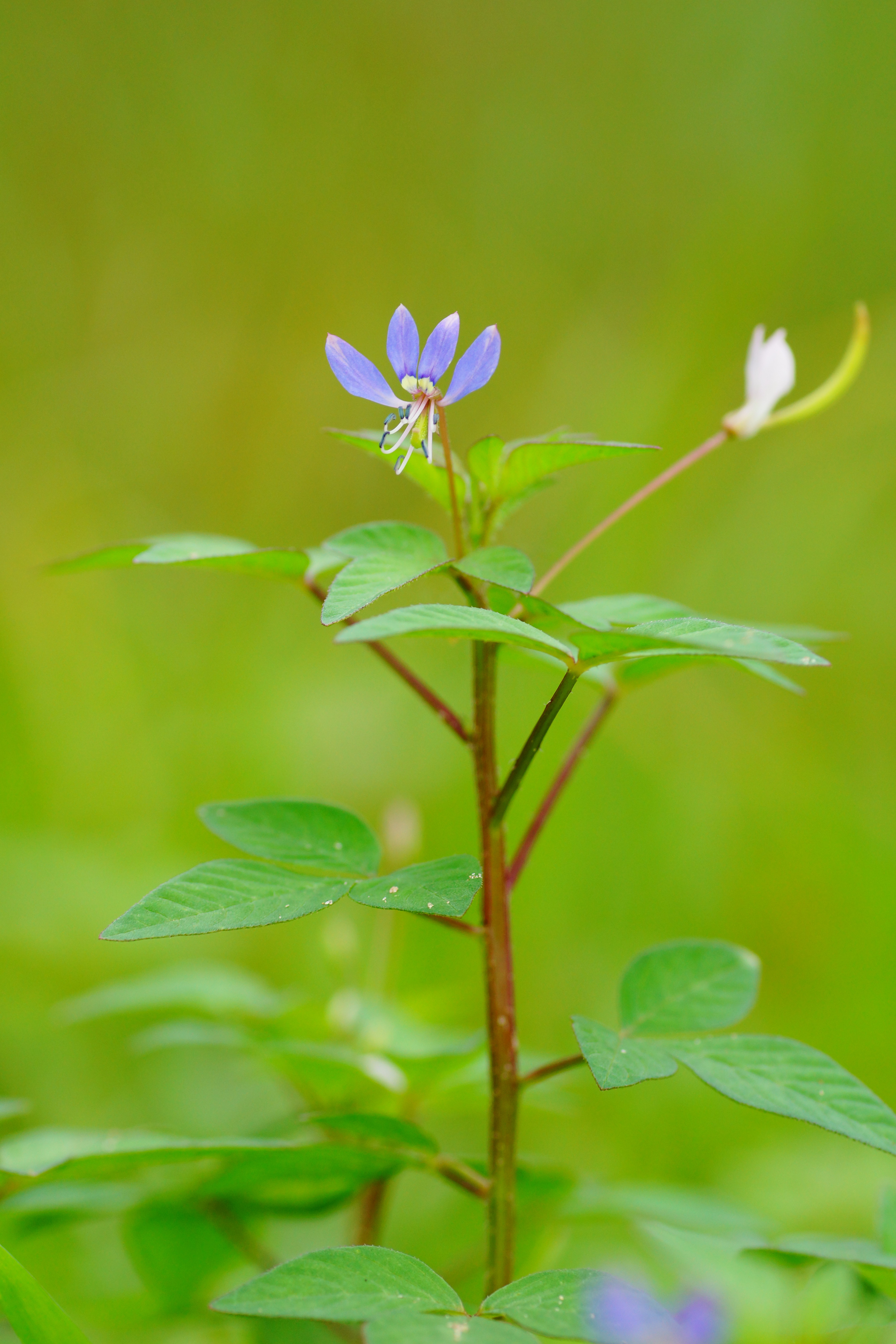